# Историко-краеведческий музей (Лагич)
Историко-краеведческий музей Лагича (азерб. Lahıc tarix-diyarşunaslıq muzeyi) — основан в 1985 году. Расположен в Исмаиллинском районе Азербайджана. Главным хранителем музея является Алиев Маариф Агамешеди оглы.

## История музея
Музей был открыт в 1985 году. Вначале он входил в состав историко-культурного заповедника, а с 21 ноября 1990 года решением Кабинета Министров Азербайджанской Республике ему был дан статус музея. 1992-го года функционирует как самостоятельный объект культуры. Экспозиция музея включает более 1000 экспонатов. Сам музей до мая 2020 года находился внутри здания, известного в Лагиче, как «мечеть Аголу», построенного в 1914 году. В мае же 2020 года музей временно переехал в здание Лагичского Общественного Дома.
Представитель музея, Камилли Тофик Камил оглы, участвовал в Национальных тренингах для тренеров — специалистов музейного дела из Азербайджанской Республики по музейному менеджменту с использованием серии публикаций ЮНЕСКО/ИКОМ, проходивших с 20 по 22 апреля 2009 года в Баку.